# Nhà thờ Chiloé
Các nhà thờ Chiloé là quần thể các nhà thờ nằm Quần đảo Chiloé, Chile. Đây là một kiến trúc độc đáo của Nam Mỹ, một trong những quần thể công trình nổi bật nhất của phong cách kiến trúc Chilotan. Không giống như kiến trúc thuộc địa Tây Ban Nha cổ điển, các nhà thờ Chiloé làm hoàn toàn bằng gỗ bản địa, với việc sử dụng gỗ ván lợp. Nguyên liệu xây dựng có thể chống lại khí hậu đại dương ẩm trên quân đảo.
Các nhà thờ được xây dựng vào thế kỷ 18 và 19 khi quần đảo Chiloé vẫn là một phần của nữ hoàng Tây Ban Nha. Các nhà thờ tượng trưng cho sự kết hợp của văn hóa Dòng Tên Tây Ban Nha và kỹ năng truyền thống của người dân địa phương, một ví dụ tuyệt vời về văn hóa Mestizo.
Năm 2000, Các nhà thờ Chiloé được UNESCO công nhận là Di sản thế giới. Đại học Chile và Quỹ văn hóa Iglesias de Chiloé đã tổ chức các chương trình nhằm bảo vệ các cấu trúc lịch sử này vì sự độc đáo của chúng.

## Danh sách
Dưới đây là 16 nhà thờ nằm trong Danh sách Di sản thế giới của UNESCO.

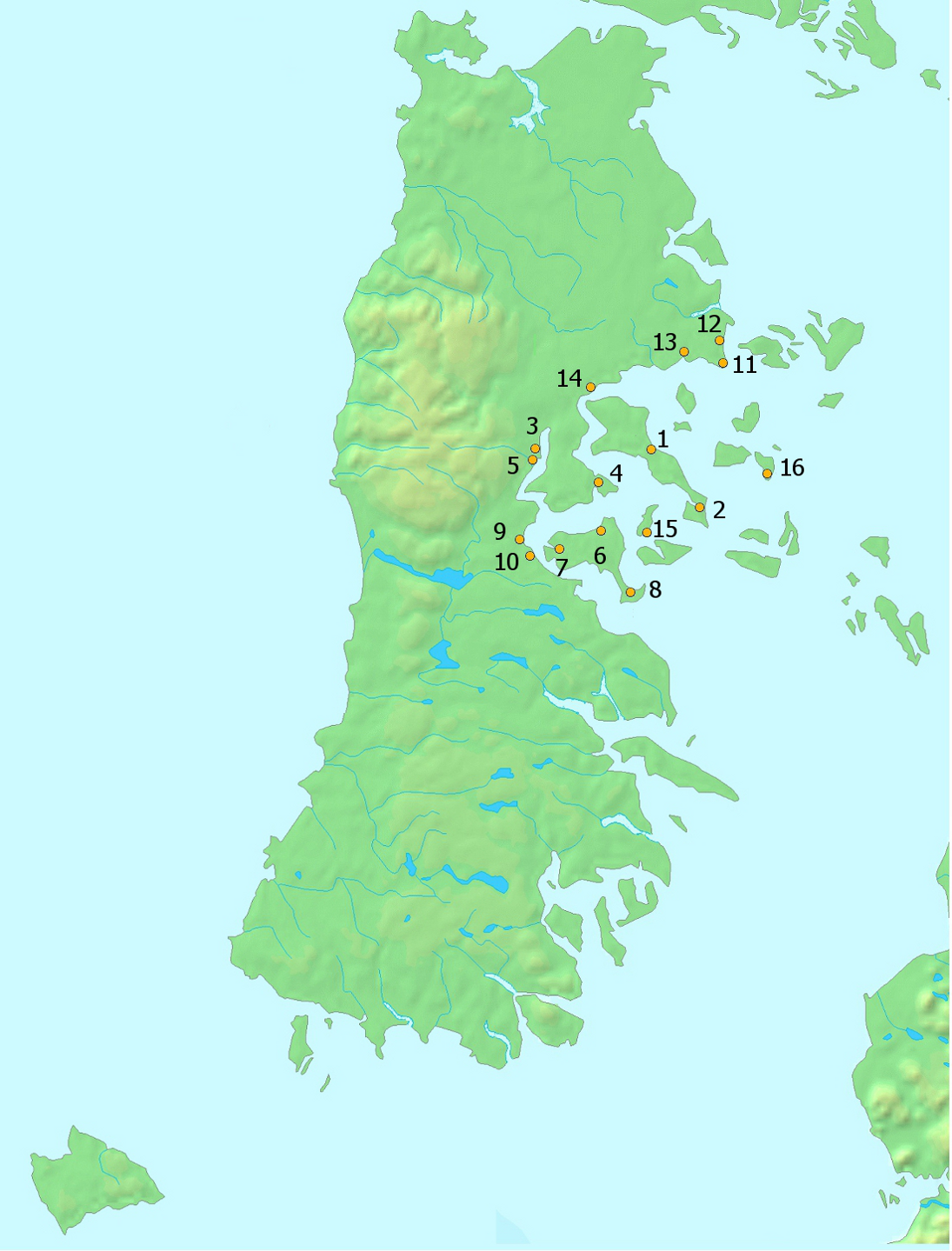

| Số hiệu | Tên                                  | Vị trí (Xã) |
| ------- | ------------------------------------ | ----------- |
| 971-001 | Nhà thờ Achao                        | Quinchao    |
| 971-002 | Nhà thờ Quinchao                     | Quinchao    |
| 971-003 | Nhà thờ San Francisco                | Castro      |
| 971-004 | Nhà thờ Rilán                        | Castro      |
| 971-005 | Nhà thờ Nercón                       | Castro      |
| 971-006 | Nhà thờ Aldachildo                   | Puqueldón   |
| 971-007 | Nhà thờ Ichuac                       | Puqueldón   |
| 971-008 | Nhà thờ Detif                        | Puqueldón   |
| 971-009 | Nhà thờ Vilupulli                    | Chonchi     |
| 971-010 | Nhà thờ Chonchi                      | Chonchi     |
| 971-011 | Nhà thờ Tenaún                       | Dalcahue    |
| 971-012 | Nhà thờ Colo                         | Quemchi     |
| 971-013 | San Juan Bautista                    | Dalcahue    |
| 971-014 | Nhà thờ Bảy sự thương khó của Đức Mẹ | Dalcahue    |
| 971-015 | Nhà thờ Chelín                       | Castro      |
| 971-016 | Nhà thờ Caguach                      | Quinchao    |

## Hình ảnh

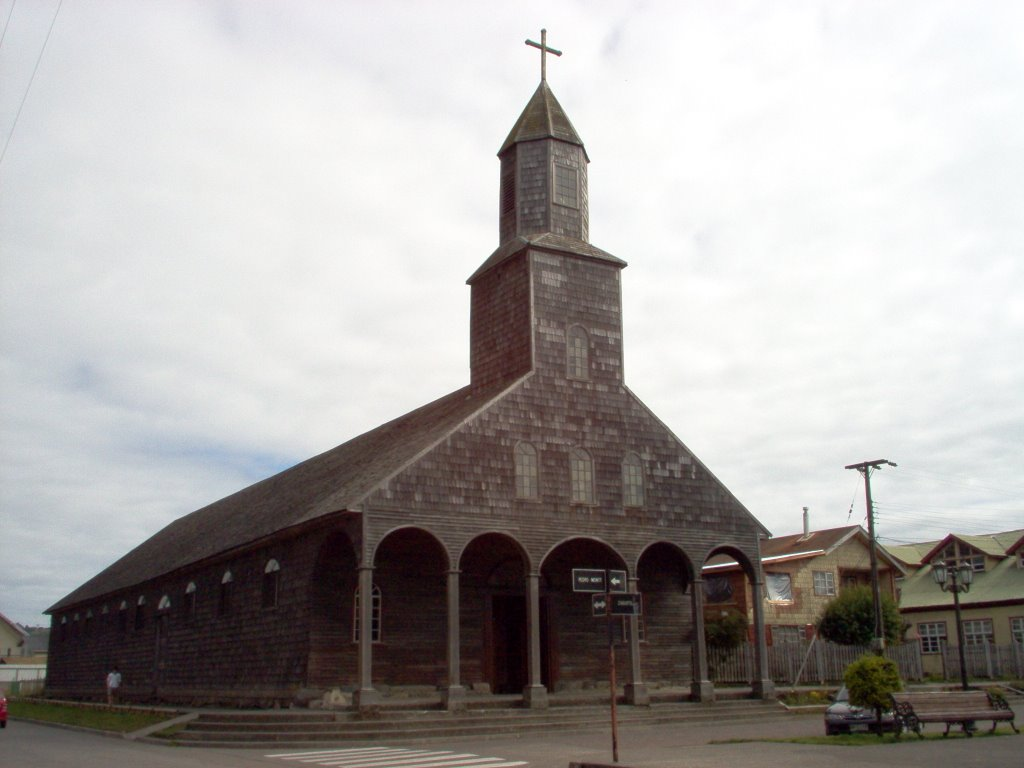
Nhà thờ Achao
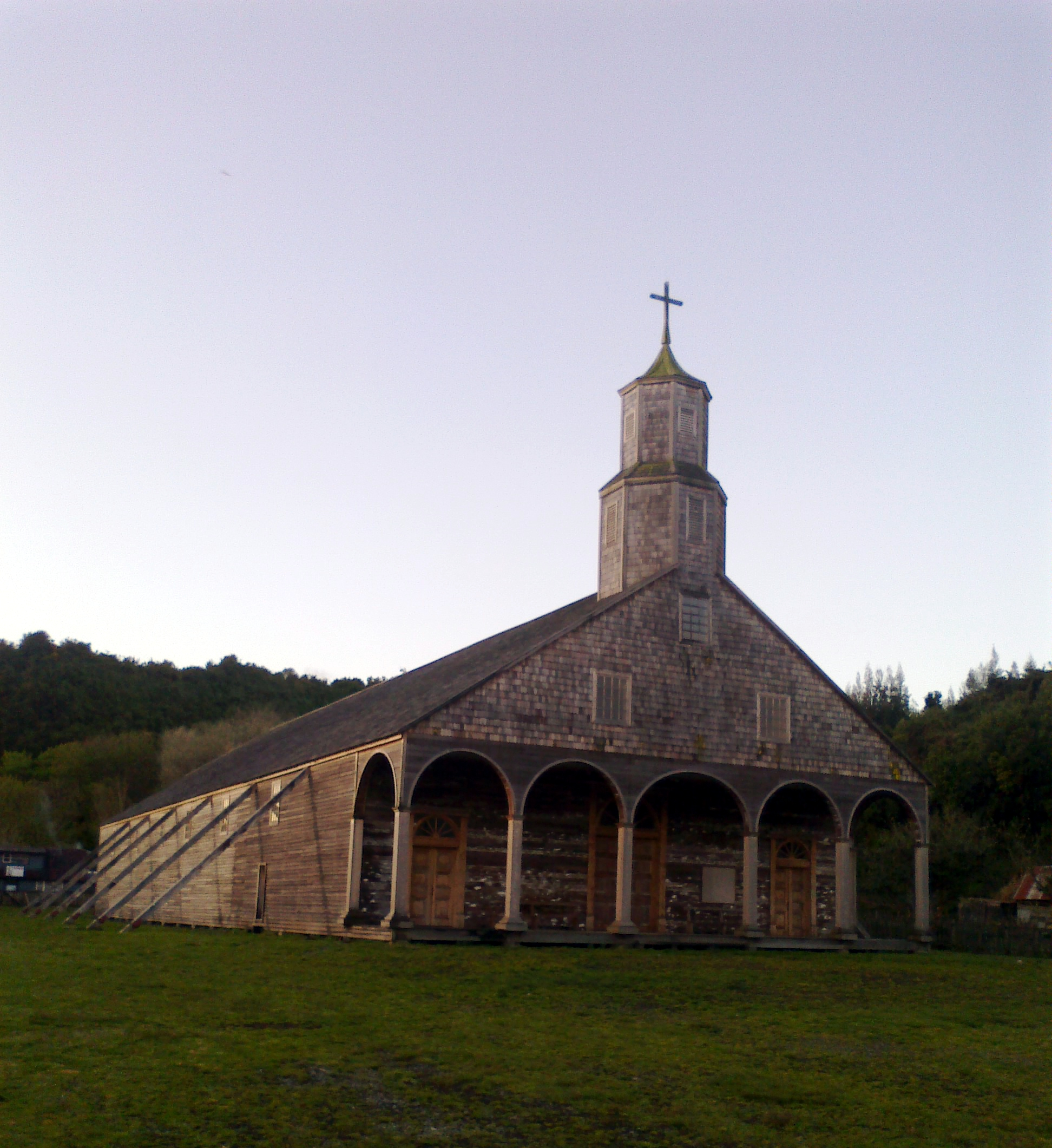
Nhà thờ Quinchao
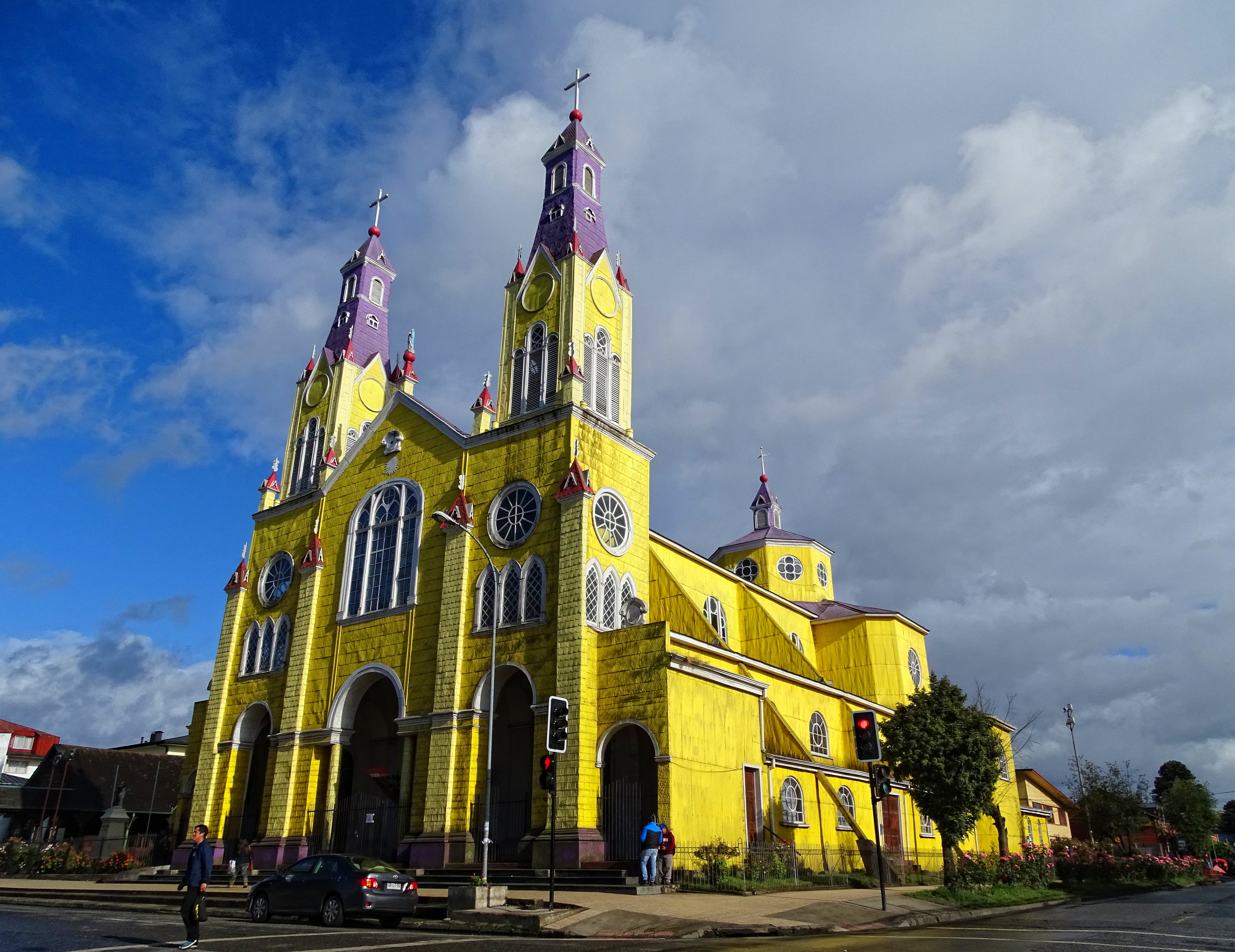
Nhà thờ Castro
Nhà thờ RilánNhà thờ Rilán
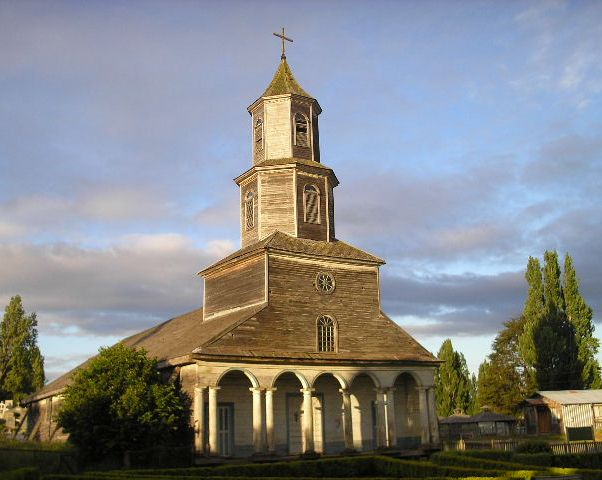
Nhà thờ của Nercón
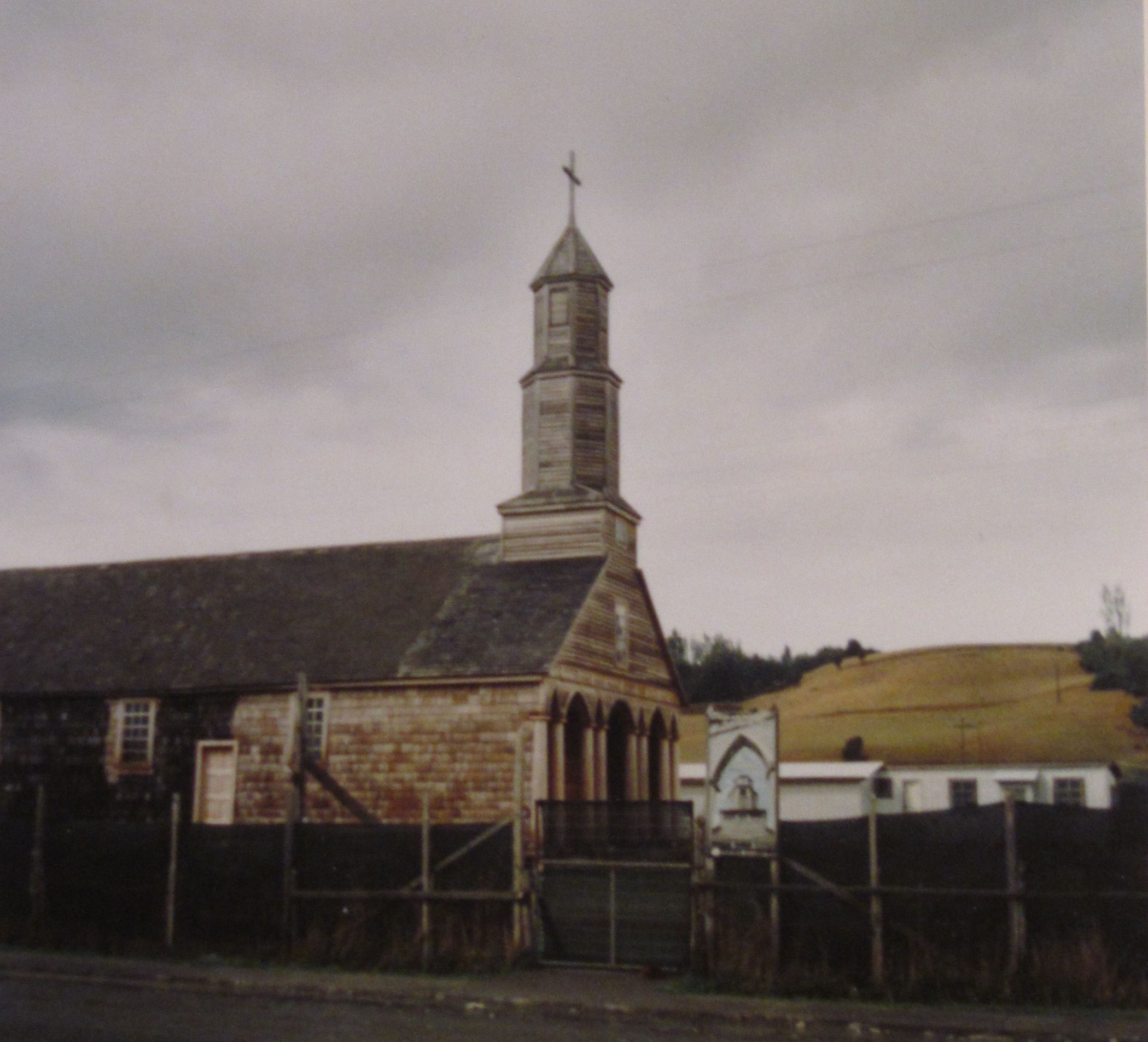
Iglesia Jesús Nazareno, Aldachildo, đảo Lemuy
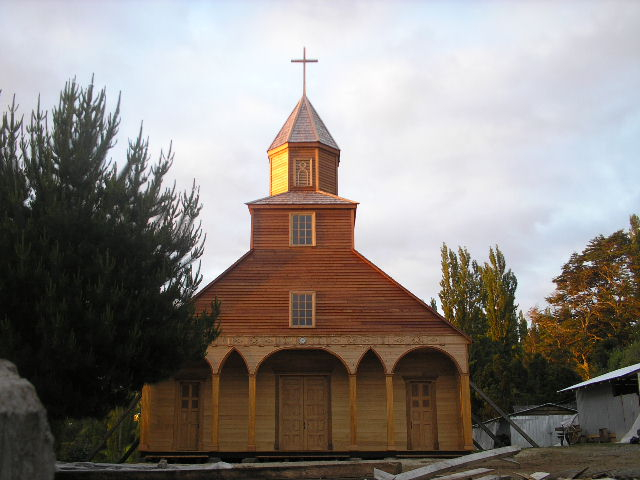
Nhà thờ Ichuac
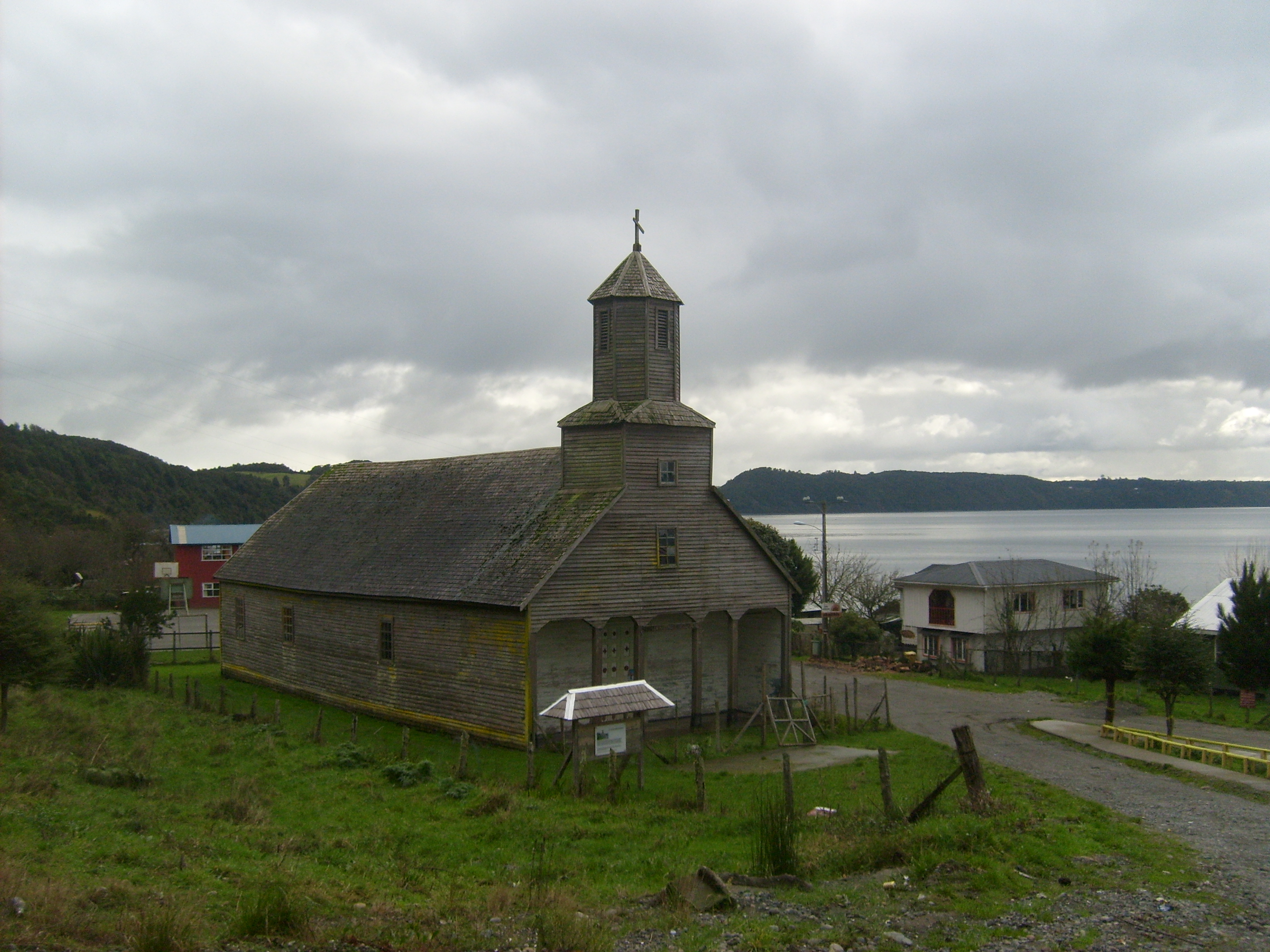
Nhà thờ Detif
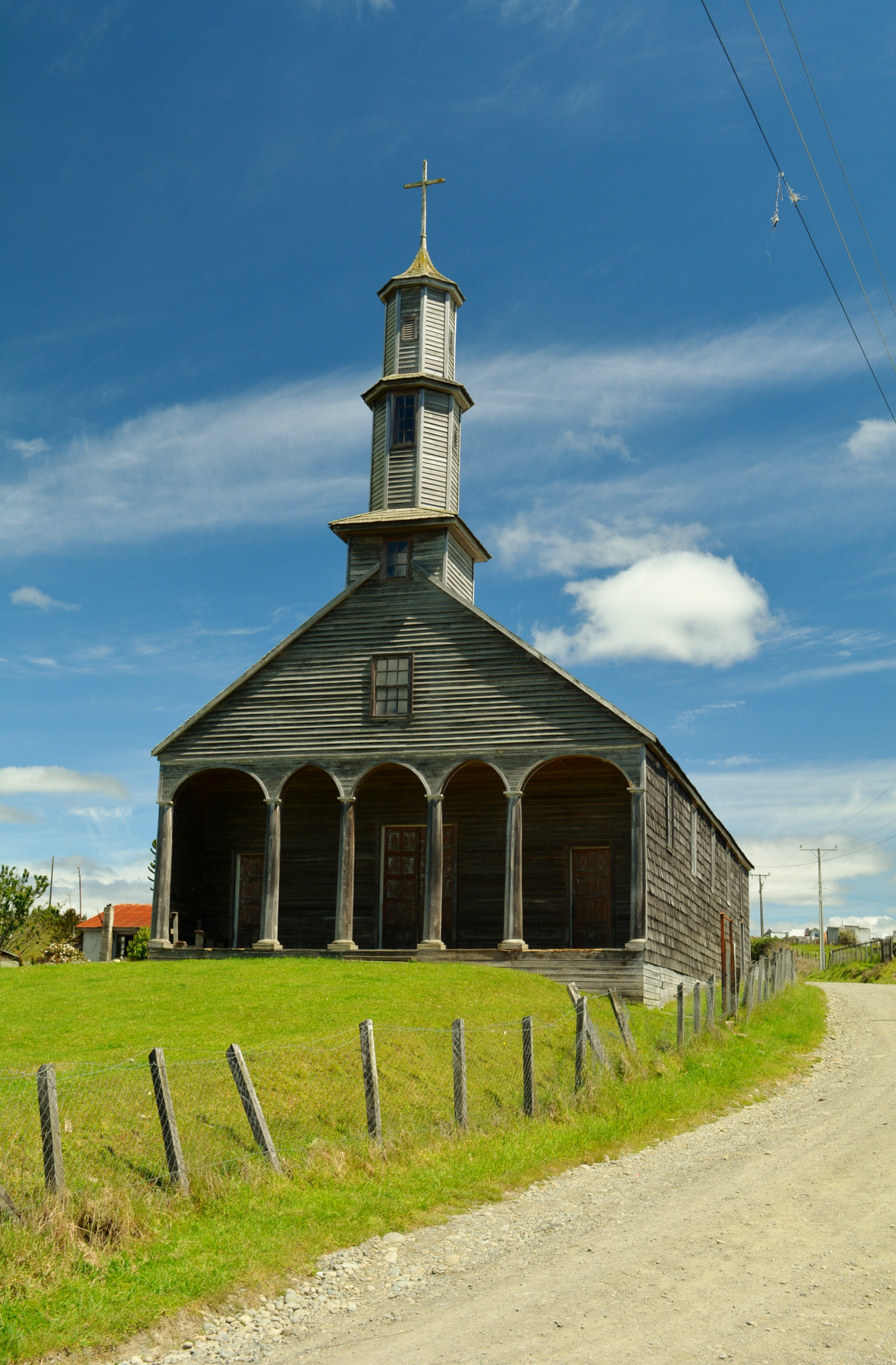
Nhà thờ Vilupulli
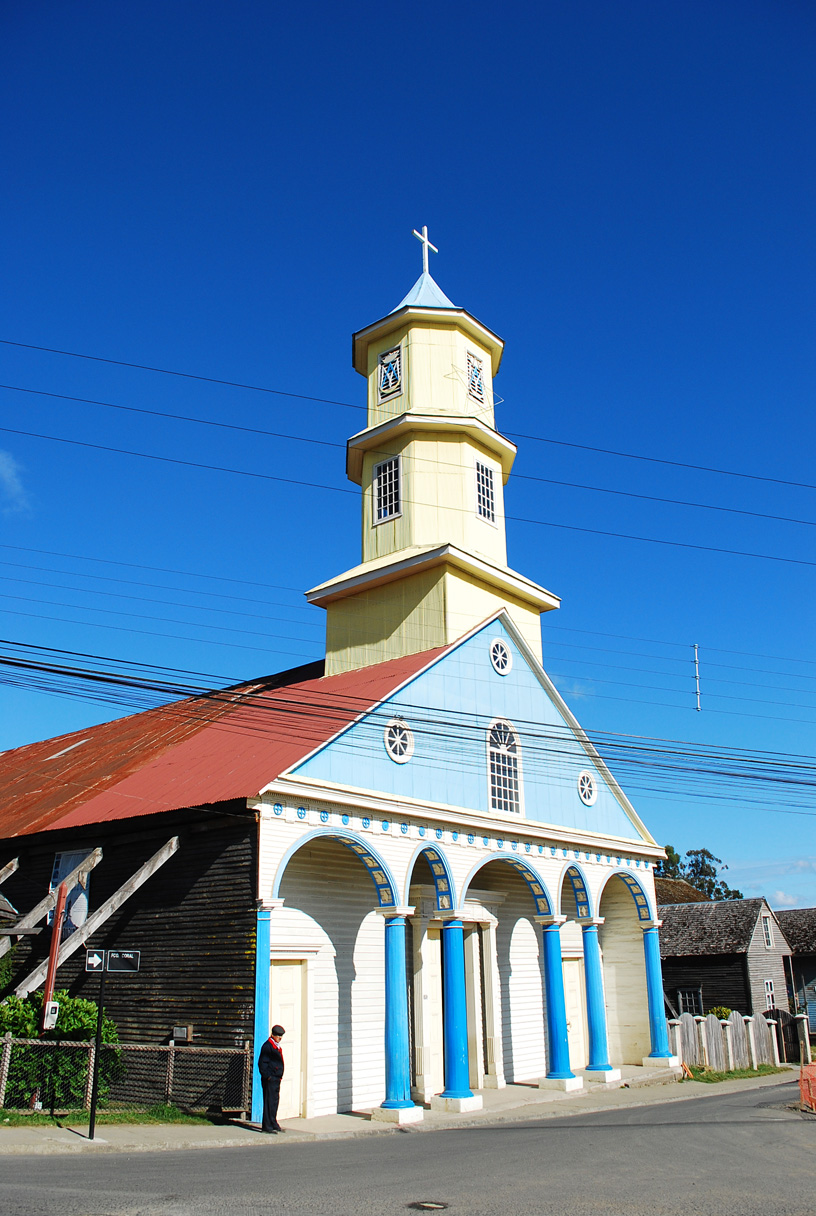
Nhà thờ Chonchi
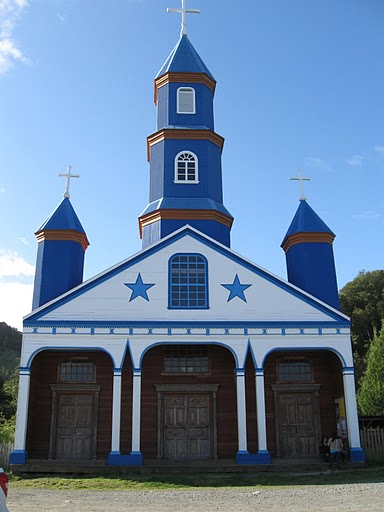
Nhà thờ của Tenaún
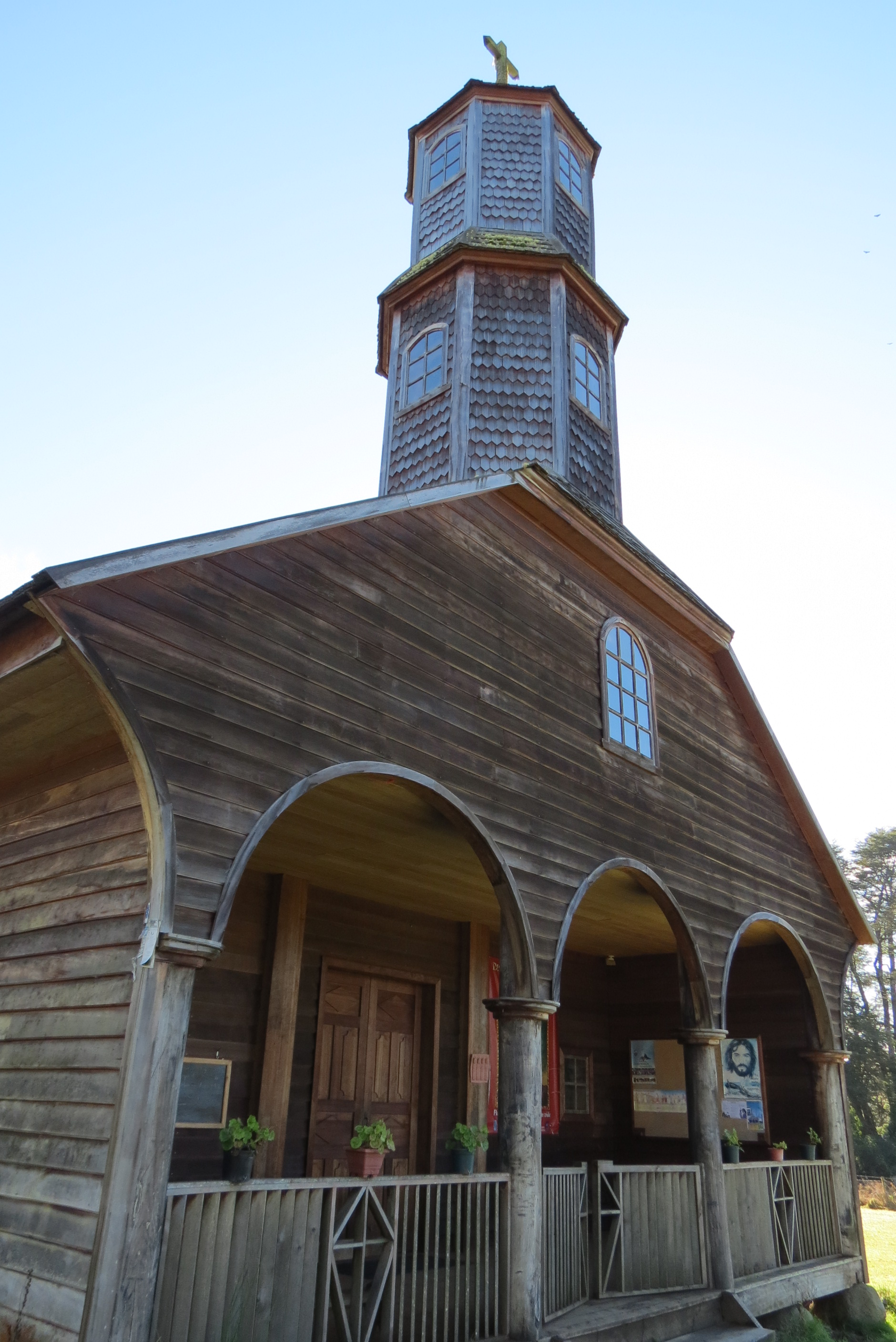
Nhà thờ Colo
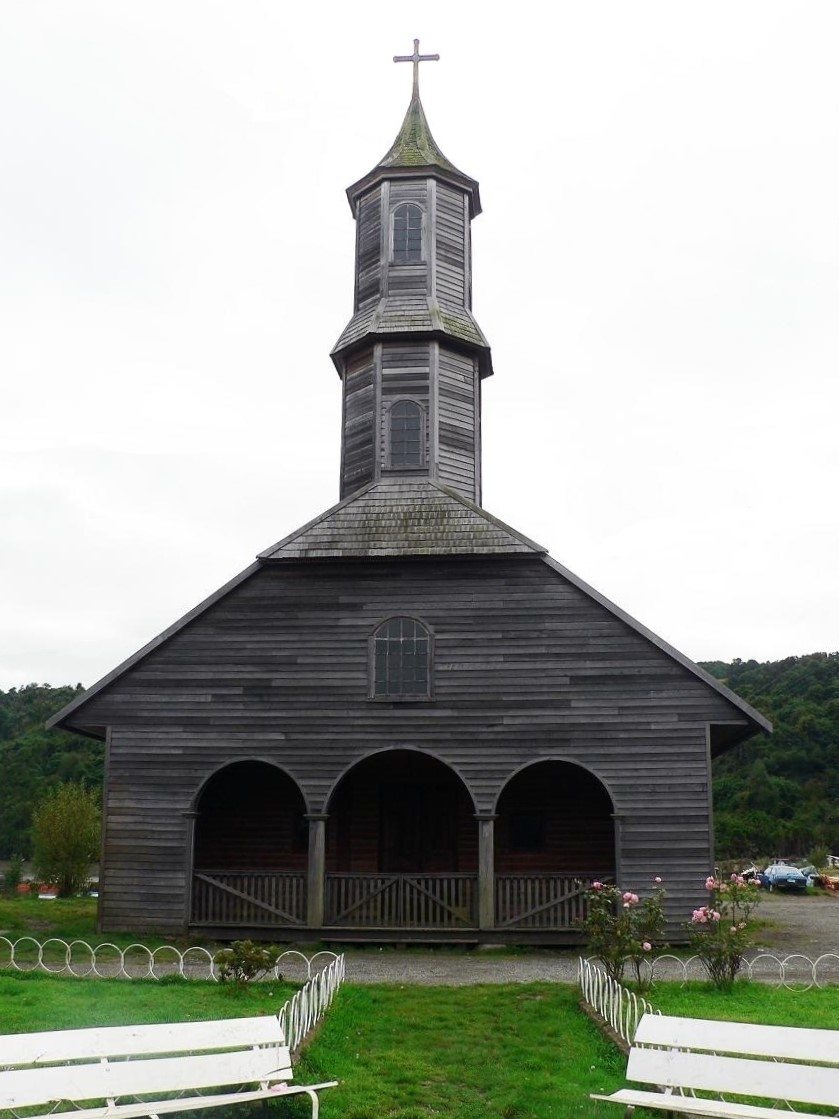
Nhà thờ San Juan (Iglesia de San Juan)
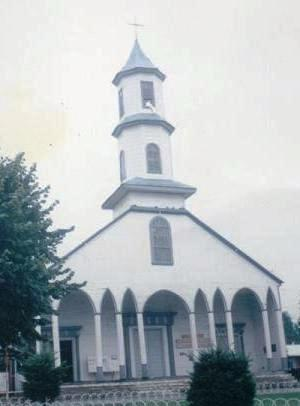
Nhà thờ của Dalcahue
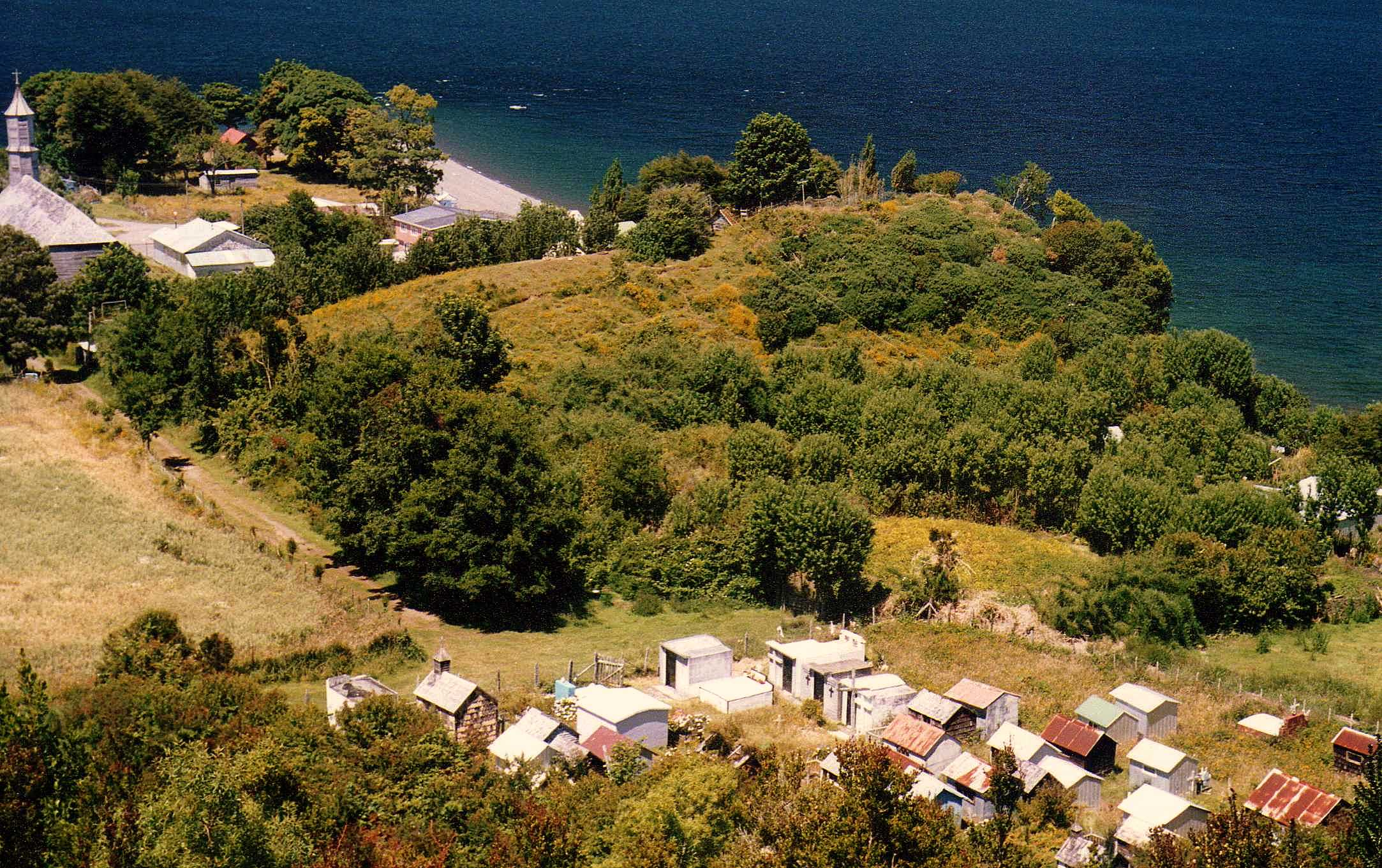
Nhà thờ Chelín
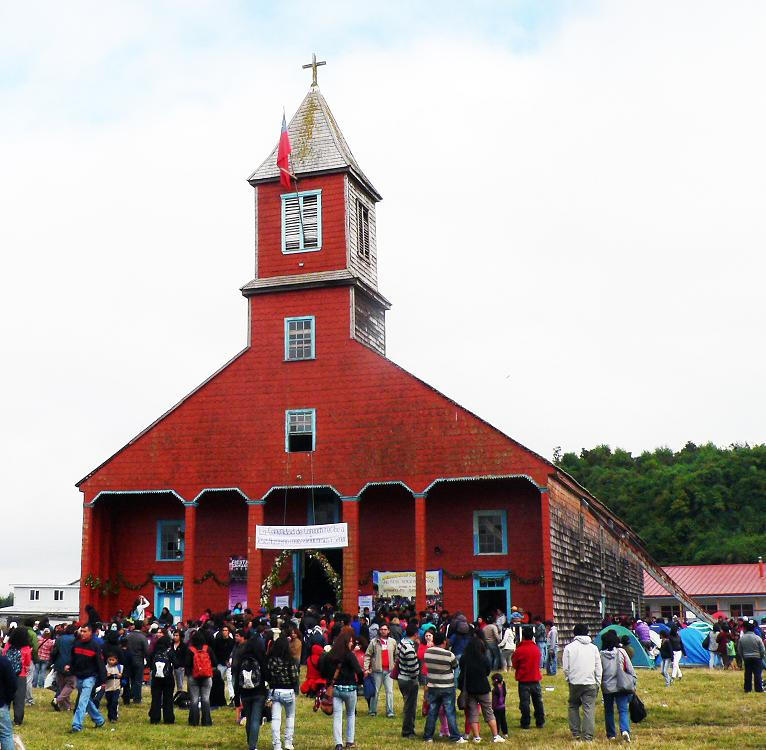
Nhà thờ Caguach (Iglesia de Caguach)